# SDSL (зв'язок)
SDSL (англ. Symmetric Digital Subscriber Line) — симетрична цифрова абонентська лінія, є варіантом HDSL, у якому використовується лише одна пара кабелю. SDSL забезпечує однакову швидкість передачі як у бік користувача, так і від нього.
Відомі дві модифікації цього обладнання: MSDSL (багатошвидкісна SDSL) та HDSL2, які мають вбудований механізм адаптації швидкості передавання до параметрів фізичної лінії. Максимальна відстань дії — 3 км. Ця технологія запатентована, але ніколи не була сертифікована, тому зазвичай взаємодіє лише з пристроями того самого постачальника. Вона є попередником SHDSL, стандартизованої Міжнародною спілкою електрозв'язку у лютому 2001 року.